# Rigobert (archevêque de Reims)
Pour les autres significations, voir Rigobert.
Rigobert ou Robert, né à Ribemont et mort à Gernicourt en 733 ou 743, est un moine devenu abbé de l'abbaye d’Orbais. Il fut nommé archevêque de Reims en 695.

## Carrière ecclésiastique
Il est le fils de Constantin, d'une famille franque de Basse-Lotharingie et 1er châtelain de Ribemont et d'une native de la Somme.
Proche de Pépin de Herstal, très vite le jeune clerc s'ouvre à une grande carrière. À la mort de son cousin saint Rieul de Reims, il est élu en 695 archevêque de Reims. 
Au cours de ses fonctions d'archevêque, il sacra les rois Dagobert III en 711, Chilpéric II en 715 et fut le parrain de Charles Martel.
Vers 717, à la suite d'une calomnie, il fut exilé par Charles Martel, son filleul, qui donna son évêché à Milon de Trèves.
Charles Martel le réhabilita un peu plus tard mais comme l'archevêque ne voulut pas reprendre sa place, il lui donna une résidence à Gernicourt où il se retira et mourut en ermite en 733,, ou 743.  
Son corps fut d'abord déposé à l'église Saint-Pierre de Gernicourt, puis translaté à Reims à l'église Saint-Denis, après être passé à l'abbaye de Saint-Thierry et dans le Vermandois.

### Articles liés
- Archidiocèse de Reims
- Liste des évêques et archevêques de Reims